# Zhang Lin (Schwimmer)
Zhang Lin (chinesisch 张 琳, Pinyin Zhāng Lín; * 6. Januar 1987 in Peking) ist ein chinesischer Freistil-Schwimmer.

## Werdegang
Zhang startet seit 2004 erfolgreich im Elitebereich. Bei den Olympischen Spielen 2004 in Athen schwamm er über 200 und 400 Meter Freistil, kam jedoch nicht über die Vorläufe hinaus. Bei den Kurzbahnweltmeisterschaften im selben Jahr in Indianapolis wurde er mit den chinesischen Staffeln über 4 × 100 Meter und 4 × 200 Meter Freistil jeweils Siebter.
2005 wurde Lin bei den Weltmeisterschaften in Montreal Achter über 200 und Sechster über 1500 Meter Freistil. Bei den nationalen Titelkämpfen gewann er auf den Strecken über 200, 400 und 1500 Meter Freistil. Erste internationale Medaillen gewann er 2006. Bei den Pan-Pazifik-Meisterschaften im kanadischen Victoria gewann der Chinese Silber über 400 und Bronze über 200 Meter Freistil. Bei den Kurzbahnweltmeisterschaften 2006 in Shanghai wurde er Dritter auf der 1500-Meter-Freistilstrecke sowie Vierter über 400 Meter und in der 4-mal-200-Meter-Freistilstaffel.
Nicht ganz so erfolgreich verliefen die Schwimmweltmeisterschaften 2007 in Melbourne. Bestes Ergebnis war Rang sechs über 200 Meter Freistil.
Den größten Erfolg seiner Karriere feierte Zhang Lin bei den Olympischen Sommerspielen 2008 in seiner Heimatstadt Peking. Über 400 Meter Freistil gewann er hinter dem Südkoreaner Tae-Hwan Park die Silbermedaille.
Am 29. Juli 2009 stellte Zhang Lin bei den Schwimmweltmeisterschaften in Rom über 800 Meter Freistil mit einer Zeit von 7:32,12 min einen neuen Weltrekord auf.

## Rekorde
| Weltrekorde (1)         | Weltrekorde (1) | Weltrekorde (1) | Weltrekorde (1) |
| ----------------------- | --------------- | --------------- | --------------- |
| 800 m Freistil          | 07:32,12 min    | 29. Juli 2009   | Rom             |
| (Stand: 7. August 2010) |                 |                 |                 |